# マデリーン・ポッター
マデリーン・ポッター（Madeleine Potter）は、アメリカ合衆国の女優。

## 出演作品
- 上海の伯爵夫人（グルーシェンカ）
- 金色の嘘
- レプラコーン
- マスターズ・オブ・ホラー/悪夢の狂宴
- 処刑舞踏会
- ハロー・アゲイン
- ボストニアン